# مركز أصفهان للتكنولوجيا والأبحاث النووية
مركز التكنولوجيا/الأبحاث النووية في أصفهان (بالفارسية: مرکز بین‌المللی علوم و فنون هسته‌ای)  هو أكبر مركز علمي ذري في إيران، يقع جنوب شرق مدينة أصفهان، وسط محافظة أصفهان، وخاضع لإشراف منظمة الطاقة الذرية الإيرانية. وبقدرة 10 ميجاوات. واجهتها شركة بيشغام لصناعات الطاقة.